# Anna Maria Vaiana

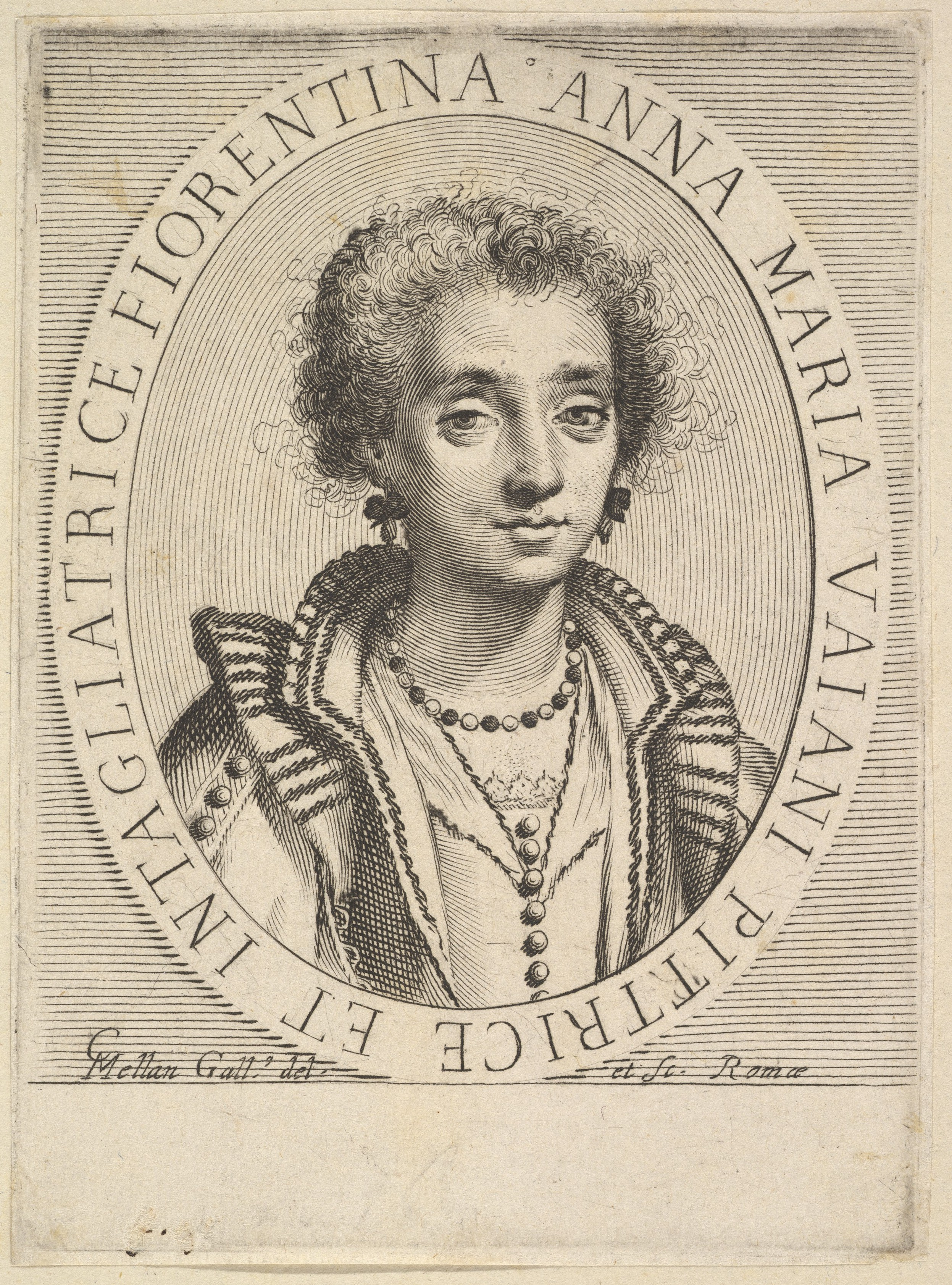
Anna Maria Vaiana, Kupferstichporträt von Claude Mellan, ca. 1624–36

Anna Maria Vaiana oder Vaiani (* ca. 1610 in Florenz; † um 1660 in Rom), war eine italienische Malerin des Barock.
Sie war die Tochter des florentinischen Malers Alessandro Vaiani, der in den 1620er Jahren mit seiner Familie nach Rom zog. Die heute fast vergessene Anna Maria Vaiana war eine der bekanntesten weiblichen Künstlerinnen Roms und gehörte zusammen mit Virginia da Vezzo, Artemisia Gentileschi und Maddalena Corvini zu den Malerinnen, von denen der Kupferstecher Claude Mellan ein Porträt veröffentlichte, auf dem die Vaiana als „Malerin und Schnitzerin“ (Pittrice e Intagliatrice) bezeichnet wird. In den 1630er Jahren und im Jahr 1655 war sie in der römischen Malergilde, der Accademia di San Luca, registriert.
Anna Maria Vaiana war vor allem als Blumenmalerin und -zeichnerin bekannt und zählte zu ihren Mäzenen den Gelehrten Cassiano del Pozzo. Von 1630 bis 1638 stand sie in Briefkontakt mit Galileo Galilei, der für sie einige Empfehlungsschreiben an Fürst Taddeo Barberini und an den Kardinal Francesco Barberini schrieb. So gehörte sie bald zum künstlerischen Umfeld des einflussreichen Barberini-Hofes.
Laut einem Inventar von 1631 malte sie für die Barberini eine Madonna mit Kind und dem hl. Johannes d. Täufer, als Kopie nach Tizian; das Bild war als Geschenk für Papst Urban VIII. bestimmt.
1632 steuerte sie neben anderen Künstlern wie Mario Nuzzi einige Zeichnungen als Illustration für das berühmte botanische Werk De Florum Cultura von Giovan Battista Ferrari bei, das unter der Schirmherrschaft des Kardinals Francesco 1633 veröffentlicht wurde. Zudem beteiligte sie sich mit einigen Kupferstichen an dem 1635 und 1636 in zwei Bänden gedruckten Katalog der Antikensammlung von Vincenzo Giustiniani, die von Joachim von Sandrart kuratiert wurde. Von Vaianis Hand stammt die Darstellung der antiken Minerva, außerdem zwei Frauenbüsten und die Köpfe zweier antiker Dichter, Homer und Pindar.
Die Vaiana vollendete außerdem eine von ihrem Vater begonnene Freskendekoration in der Kapelle Papst Urbans VIII. im Apostolischen Palast des Vatikans, wofür sie eine Bezahlung von 348 Scudi erhielt.
1647 heiratete sie den französischen Maler Guillaume Courtois. Doch die Ehe scheiterte und ihr Mann hielt sie gegen ihren Willen unter Hausarrest wie eine Gefangene. Sie konnte jedoch entkommen und es gelang ihr sogar, die Scheidung durchzusetzen und ihre Mitgift zurückzubekommen. Die Scheidungsurkunde wurde von Domenico di Guido Vaiani unterzeichnet, dem Vize-Kastellan von Castel Sant’Angelo und einem angesehenen Mitglied des Barberini-Kreises.
1654 stiftete sie für die Kirche der Accademia di San Luca sogenannte luoghi di monte, das waren „langfristige Anleihen und die häufigste Form der Geldanlage für Künstler“, die mit 5 Prozent pro Jahr verzinst wurden und „leicht verkauft oder vererbt werden konnten“.
Ihr Sterbedatum ist bisher nicht bekannt.